# Uracoa (município)

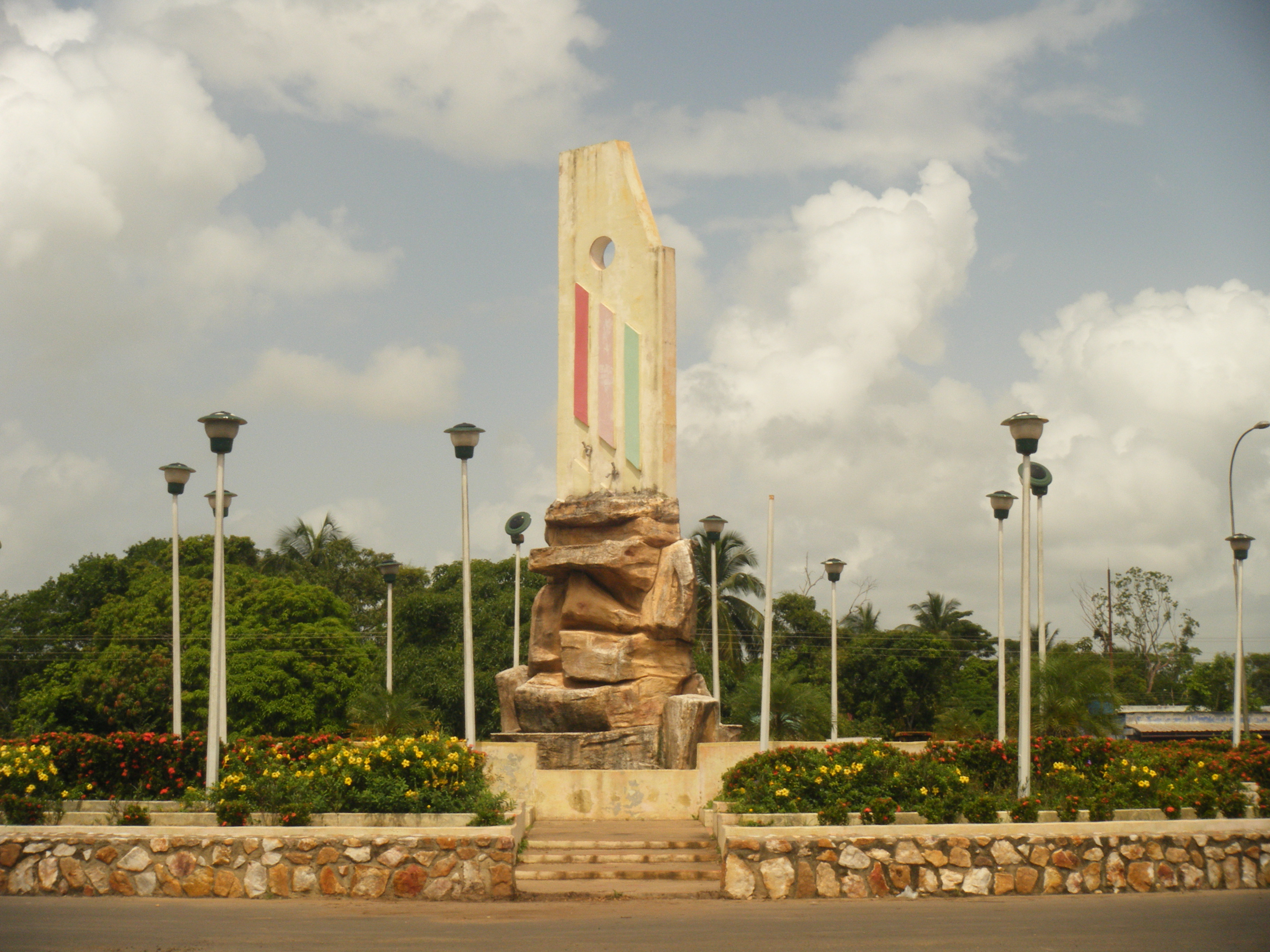
Obelisco em Uracoa

Uracoa é um município da Venezuela localizado no estado de Monagas.
A capital do município é a cidade de Uracoa.